# Thyrsus (geslacht)
Thyrsus is een geslacht van rechtvleugeligen uit de familie doornsprinkhanen (Tetrigidae). De wetenschappelijke naam van dit geslacht is voor het eerst geldig gepubliceerd in 1887 door Bolívar.

## Soorten
Het geslacht Thyrsus omvat de volgende soorten:
- Thyrsus contractus Bolívar, 1887
- Thyrsus tiaratus Bolívar, 1887
- Thyrsus uvarovi Günther, 1935